# Савинська сільська рада (Оржицький район)
Савинська сільська рада — адміністративно-територіальна одиниця у Оржицькому районі Полтавської області з центром у c. Савинці.
Населення — 884 особи.

## Населені пункти
Сільраді були підпорядковані населені пункти:
- c. Савинці
- с. Грабів

## Географія
Територією сільради протіка річка Оржиця.